# Okres Kaposvár
Okres Kaposvár (maďarsky Kaposvári járás) je jedním z osmi okresů maďarské župy Somogy. Jeho centrem je město Kaposvár, které je zároveň centrem celé župy.

## Sídla
V okrese se nachází celkem 78 měst a obcí.
Města
- Igal
- Kadarkút
- Kaposvár
- Nagybajom

Obce
- Alsóbogát
- Baté
- Bodrog
- Bárdudvarnok
- Büssü
- Bőszénfa
- Cserénfa
- Csoma
- Csombárd
- Csököly
- Ecseny
- Edde
- Felsőmocsolád
- Fonó
- Gadács
- Gige
- Gálosfa
- Gölle
- Hajmás
- Hedrehely
- Hencse
- Hetes
- Juta
- Jákó
- Kaposfő
- Kaposgyarmat
- Kaposhomok
- Kaposkeresztúr
- Kaposmérő
- Kaposszerdahely
- Kaposújlak
- Kazsok
- Kercseliget
- Kisasszond
- Kisgyalán
- Kiskorpád
- Kőkút
- Magyaratád
- Magyaregres
- Mernye
- Mezőcsokonya
- Mike
- Nagyberki
- Orci
- Osztopán
- Patalom
- Patca
- Polány
- Pálmajor
- Rinyakovácsi
- Ráksi
- Simonfa
- Somodor
- Somogyaszaló
- Somogyfajsz
- Somogygeszti
- Somogyjád
- Somogyszil
- Somogysárd
- Szabadi
- Szenna
- Szentbalázs
- Szentgáloskér
- Szilvásszentmárton
- Sántos
- Taszár
- Újvárfalva
- Visnye
- Várda
- Zimány
- Zselickisfalud
- Zselickislak
- Zselicszentpál